# Variabile eruttiva
Le stelle variabili eruttive sono una classe di stelle che include vari tipi di stelle variabili.
La luminosità delle variabili eruttive varia a causa di processi violenti che avvengono nelle loro cromosfere e corone. 
Tale variazione di luminosità è causata da un'eruzione, cioè una forte dilatazione, che in alcuni casi (se l'eruzione è di particolare entità) può provocare la liberazione degli strati più esterni della stella, nello spazio circostante.

## Tipi di variabili eruttive
Alcuni tipi di stelle che rientrano tra le variabili eruttive sono:
- Stelle FU Orionis, sono sempre circondate da una nebulosa creatasi proprio per le continue eruzioni della stella.
- Stelle Herbig Ae/Be, sono ancora circondate dal loro involucro di gas e polveri, molte hanno anche un disco circumstellare.
- Stelle T Tauri
- Stelle Gamma Cassiopeiae, il materiale è espulso a causa della loro rapida rotazione.
- Stelle R Coronae Borealis
- Stelle RS Canum Venaticorum
- Stelle a brillamento (o flare stars)
- Stelle di Wolf-Rayet, mostrano dei venti stellari molto forti e pieni di polvere.